# نيل مكغوان
نيل مكغوان (بالإنجليزية: Neil McGowan)‏ هو لاعب كرة قدم بريطاني في مركز الدفاع، ولد في 15 أبريل 1977 في غلاسكو في المملكة المتحدة. لعب مع أكسفورد يونايتد وكوين أوف ساوث وناتسبيرنوفلاغ أكوريرار ونادي آير يونايتد ونادي ألبيون روفرز ونادي كلايد.

## وصلات خارجية
- نيل مكغوان على موقع قاعدة بيانات كرة القدم.إي يو (الإنجليزية)
- نيل مكغوان على موقع Soccerbase.com (لاعب) (الإنجليزية)